# Antônio Victoriano Freire
Antônio Victoriano Freire (Mari, anciennement Araçá, 1914) est un fonctionnaire et historien brésilien, auteur de plusieurs ouvrages sur l’histoire du Nordeste brésilien.

## Biographie
Il naquit en 1914 à Mari, non loin de João Pessoa, capitale de l’État de la Paraíba. Il épousa Maria de Lourdes Theorga Freire, de qui il eut deux fils, Antônio et José Carlos.
Il mena à partir de 1940 une carrière administrative, devenant tour à tour : rédacteur à l’office des douanes de João Pessoa (par voie de concours), avant de monter au grade d’officier administratif ; garde-major des douanes de João Pessoa ; inspecteur des douanes de João Pessoa (de 1953 à 1955) ; délégué fiscal du Trésor national (de 1955 à 1961) : et enfin agent fiscal des impôts fédéraux jusqu’à sa retraite.
Il devint membre de l’Institut historique et géographique de la Paraíba (IHGP) en mai 1971.

## Livres publiés
- Ecos de duas campanhas políticas, 1966 ;
- Fruto da Terra, 1968 ;
- Visões de uma época, 1969 (ouvrage couronné par le Livro em miniatura, en argent, décerné par la bijouterie José Astério de Rio de Janeiro) ;
- Revolta do Quebra-Quilos, 1971 ;
- Araçá dos Luna Freire, éd. IHGP,1972 ;
- Revoltas e Repentes, 1974 ;
- O Canto Retardado, 1990 ;
- Crônicas dos anos 70.

## Source
- Biographie succincte sur le site officiel de l’Institut d’histoire et de géographie de la Paraíba (IHGP).